# Buckley (Washington)
Buckley je grad u američkoj saveznoj državi Washington. Prema popisu stanovništva iz 2010. u njemu je živjelo 4.354 stanovnika.